# Chalinochromis
Genre
Chalinochromis est un genre de poissons de la famille des Cichlidae. Il comporte plusieurs espèces endémiques du lac Tanganyika.

## Liste d'espèces
Selon FishBase (30 janvier 2016) :
- Chalinochromis brichardi Poll, 1974
- Chalinochromis cyanophleps Kullander, Karlsson, Karlsson & Norén, 2014
- Chalinochromis popelini Brichard, 1989